# Bak Imre
Bak Imre (Budapest, 1939. július 5. – Budapest, 2022. december 23.) a Nemzet Művésze címmel kitüntetett, Munkácsy Mihály-díjas és Kossuth-díjas magyar festő. Festményei eredendően geometrikus szerkezetűek, az 1990-es évektől már építészeti tagozatok strukturálják a képteret, amely egyre perspektivikusabb, racionálisabb és transzcendentálisabb, s egyre színesebb, derűsebb, kisugárzó hatású. Kassák Lajos, Korniss Dezső és az Európai Iskola neoavantgárd hagyományainak folytatója és lépést tart a nemzetközi képzőművészeti törekvésekkel.

## Életpályája
1958–1963 között a Magyar Képzőművészeti Főiskolán folytatott tanulmányokat. Ezzel egy időben részt vett a Molnár Sándor lakásán működő Zuglói Kör Archiválva 2023. április 25-i dátummal a Wayback Machine-ben önképző munkájában, ahol megismerkedett a Párizsi iskola második generációjának elméleti munkáival és az ún. lírai absztrakció Archiválva 2023. április 25-i dátummal a Wayback Machine-ben művészeivel (ld. Jean Bazaine, Alfred Manessier, Jean-Paul Riopelle). Korai művei ebben a szellemiségben fogantak. E mellett Georges Braque és Molnár Sándor művészete hatott rá festői pályájának indulásakor. 1971–1979-ben a Népművelési Intézet Képzőművészeti osztályának munkatársa volt. A Film Színház Muzsika című hetilap tördelőszerkesztője 1979–1987 között. 1987 és 1991 között a Magyar Iparművészeti Főiskola Művelődéselméleti és Tanárképző Intézetének igazgatója, 1987-től docens, 1990-től egyetemi tanár. 
1968–1969-ben kiállított az Iparterv-csoport neoavantgárd művészeivel. Az 1970-es évek elején Fajó Jánossal, Nádler Istvánnal kidolgozott egy részletes alkotói programot a vizuális művészek számára, amelynek lényege az volt, hogy a művészeknek ki kell lépni a műtermek, galériák falai közül, s a közönséghez közelebb hozni a neoavantgárd művészetet, hogy az egész vizuális emberi környezet designja javuljon. E célból 1973-ban létrehozták az eleinte a Benczúr utcában működő az Budapesti Műhelyt Archiválva 2023. április 25-i dátummal a Wayback Machine-ben (Pesti Műhelyt), ahol szitanyomatokat készítettek. E műhelyhez csatlakozott többek közt Keserü Ilona és Mengyán András. 1976-tól Fajó János lett a Józsefvárosi Galéria művészeti vezetője, s mintegy a rendszerváltás időszakáig rendszeresen tartottak csoportos kiállításokat a neoavantgárd művészetek megismertetése céljából. A reklámgrafikától kezdve az iparművészeten át a várostervezésig terjedt aktivitásuk, ez volt a Budapesti Műhely (vagy röviden a Pesti Műhely).

## Művei (válogatás)
- 1968 – Sávok
- 1968 – Kék keret
- 1975 – Tükrözés : Nap-ember-arc
- 1976 – Tükrözés : Nap-madár-arc (akril, vászon, 200 x 180 cm)
- 1976 – Tükrözés : Nap-birka-arc
- 1976 – Tükröződés : I-III.
- 1977 – Virág-ember
- 1986–1977 – Hommage à Ady
- 1979 – Alfa-Omega
- 1982 – Fekete-fehér 6.
- 1982 – Geometrikus kalligráfia I.a
- 1986 – Hommage à Giorgio de Chirico
- 1986 – Hommage à Kassák
- 1993 – Uralkodó (akril, vászon, 200 x 300 cm)
- 1993 – Tao
- 1994 – Kiscell II.
- 1997 – Carpaccio (akril, vászon, 210 x 140 cm)
- 1997 – Qual (akril, vászon, 210 x 140 cm)
- 1997 – Imagináció (akril, vászon, 200 x 300 cm)
- 1997 – P. Bruegel (akril, vászon, 200 x 450 cm)
- 1997 – Hopper Budaörsön
- 1999 – New York
- 2004 – Aktuális időtlen (akril, vászon, 210 × 140 cm)
- 2005 – Saját tér II. (akril, vászon, 210 × 140 cm)
- 2005 – Hajnalodik (akril, vászon, 140 × 210 cm)
- 2005 – Retro (akril, vászon, 210 × 140 cm)
- 2006 – Minden mindennel összefügg (akril, vászon, 140 x 210 cm)
- 2006 – Trendi (akril, vászon, 140 × 210 cm)
- 2007 – A nappal és éj között (akril, vászon, 200 x 300 cm)
- 2009 – Megidézett (akril, vászon 210 x 140cm)
- 2014 – Fénytörténetek V., (akril,vászon, 210 x 600cm)
- 2017 – Ön – Arc – Kép I., (akril,vászon, 210 x 280cm)

## Egyéni kiállításai (válogatás)
- 1968 Galerie Müller, Stuttgart, Németország
- 1970 Bak-Konkoly, Fényes Adolf Terem, Budapest
- 1971 Bak-Jovánovics, Folkwang Museum, Essen; Galerie Wildeshausen (NSZK)
- 1972 Art Agency, Bad Salzdettfurt (NSZK)
- 1973 Galeria Akkumulatory, Poznań (Lengyelország)
- 1976 Galeria Sztuki Najnowszej, Wrocław
- 1977 Műcsarnok, Budapest
- 1978 Wegiersky Institut Kultury, Warszawa; Gdansk; Mielec; Ostroleka
- 1979 Bak-Fajó, Művelődési Központ, Ózd; Művelődési Központ, Dombóvár
- 1985 Bilder, Collagen, Graphik 1980-1983, Galeria Steinek, Bécs; Galerie Mana, Bécs
- 1986 XLII. velencei biennále, Velence (Bak I., Birkás Á., Kelemen K., Nádler I.)
- 1987 Festmények 1984-1986, Galerie Eremitage, Nyugat-Berlin, NSZK; Festmények/Gemälde/Paintings, Műcsarnok, Budapest
- 1988 Imre Bak: Gemälde, Galerie Eremitage, Berlin
- 1989 Pozíciók I. (Robert Adriannal), Fészek Galéria, Budapest
- 1990 Élő mű-vészet: Bak Imre est, Műcsarnok, Budapest; Bak Imre, Nádler István, Karlovy Vary, Galerie Umeni, Csehország
- 1991 Die Konfrontationen der Zeichen, Z Galerie Operngasse, Bécs
- 1992 Galerie Gaudens Pedit, Innsbruck, Ausztria
- 1993 Fészek Galéria, Budapest; Galerie Gaudens Pedit, Lienz; Artéria Galéria, Szentendre
- 1994 Új képek, Kiscelli Múzeum és Kiállítási Csarnok – Pálme Ház, Budapest
- 1996 Galerie Waszkowiak, Berlin, Németország; Ludwig Múzeum – Kortárs Művészeti Múzeum, Budapest; Goethe Intézet, Budapest (kat.)
- 1998 Coutts Bank, Bécs, Ausztria; Bilder von Imre Bak, Galerie IHK, Würzburg, Németország
- 1999 Kétszer tizenöt, Szent István Király Múzeum és Csók István Képtár, Székesfehérvár
- 2000 Bak Imre /Thomas Lenk Goethe Intézet, Budapest; Bak Imre und Thomas Lenk, Kulturinstitut der Republik Ungarn, Stuttgart
- 2002 Mintha(II) Vadnai Galéria, Budapest; Farbfeldmalerei, Art Garage, Zug, Schwitzerland
- 2003 "Ami lent van, az megfelel annak, ami fent van" Vintage Galéria, Budapest; Bak Imre/Fajó János, Ateliers Pro Arts, Budapest
- 2006 Új képek, Corvin János Múzeum, Gyula
- 2007 A történet folytatódik, Budapest Kiállítóterem, Budapest
- 2010 Imre Bak, Galéria umenia v Novych Zámkoch, Érsekújvár, Szlovákia
- 2015 Bak Imre kiállítása, Fészek Művészklub, Budapest
- 2016 Elmozdulások, acb Attachment, Budapest; Aktuális időtlen. Egy életmű rétegei. Paksi Képtár, Paks; Shifts, acb Attachment, Budapest; Imre Bak, Carl Kostyál Gallery, London
- 2017 ÖN – ARC – KÉP, acb Galéria, Budapest
- 2018 Bak Imre, Galerie EIGEN + ART, Leipzig
- 2019 februárban nyíló egyéni kiállítás, Mayor Gallery, London, Egyesült Királyság; áprilisban nyíló egyéni kiállítás, Galerie Volker Diehl, Berlin, Németország

## Csoportos kiállítások (válogatás)
- 1966 Studio 66. Stúdió 66. A Fiatal Képzőművészek Stúdiójának VI. kiállítása. Ernst Múzeum, Budapest
- 1968 Iparterv, Iparterv, Budapest; Kunstmarkt – 68. Kunsthalle, Kunstverein,Cologne
- 1969 Iparterv II., IPARTERV aulája, Budapest; International Exhibition of Graphic Art. Galerija Moderna, Ljubljana
- 1970 Sechs Ungarische Künstler. Kunstverein, Oldenburg,Németország; Konkrétistická grafika. Sín Umení, Brno, Csehország
- 1971 Experimental exhibitions in the Hungarian National Gallery II., Hungarian National Gallery, Budapest; Bak, Fajó, Hencze, Nádler, Pauer, Tót, ’71. Galerie im Griechenbeisel, Bécs, Ausztria; International Exhibition of Graphic Art ’71. Moderna Galerija, Ljubljana, Jugoszlávia
- 1972 Ungarische Avantgarde ’72. Jürgen Weichhardt Sammlung, Vechta, Germany; 2nd International Graphic Biennial. Kunstverein zu Frechen, Frechen, Németország; Budapester Avantgardisten. Kunst-mark, Göttingen, Németország
- 1973 Ungarische Künstler ’73. Acht Konstruktivisten. Kunstverein, Frechen, Németország; Bilder, Objekte und Konzepte. Aus der Sammlung Jürgen Weichhardt. Stadtmuseum, Oldenburg, Németország; Aktuelle Kunst in Osteuropa. Galerie Katakombe, Basel, Svájc; Aspekten vsn hedendaagse horgaarse Kunst. ’t Hoogt, Utrecht, Netherlands; Prinsentún, Leeuwarden, Hollandia
- 1974 3rd International Graphic Biennial. Kunstverein zu Frechen, Frechen, Németország; 2. Norske Internasjonale Grafikk Biennale. Bibliotek, Fredrikstad, Norvégia; Aspekten van de aktuele kunst in Ost-Europa 1965–73. International Cultural Centre, Antwerpen, Hollandia; 4th International Drawing Triennial. Museum Architektury, Wroclaw, Lengyelolszág
- 1975 Neue Ungarische Konstruktivisten. Städtische Museen, Bonn,Németország; Ungarische Avantgarde. Galerie R Johanna Ricard, Nürnberg, Németország
- 1976 3. Norske Grafikk Biennale. Bibliotek, Fredrikstad, Norvégia; Ungarische Avantgarde. Galerie von Bartha, Basel, Svájc; Zehn Jahre Internationale Malerwochen in de Steiermark. Künstlerhaus, Graz, Ausztria
- 1978 Hongaarse konstruktivistische Kunst 1920–1977. Museum Hedendaagse Kunst; Kruithuis, s-Hertogenbosch; Museum Moderner Kunst, Arnhem, Hollandia; 5th International Graphic Biennial. Kunstverein zu Frechen, Frechen, Németország; The International Drawing Triennial. Wroclaw, Lengyelország
- 1979 Ungarische konstruktivistische Kunst 1920-1977., Kunstverein, München; Ungarische konstruktive Kunst, Kunstpalast, Düsseldorf; Junge ungarische Maler und Grafiker der Gegenwart, Esplanade 39., Hamburg
- 1980 Ungarsk Konstruktivisme. Henie-Onstad Kunstsenter, Høvikodden, Norvégia; Ungarske Konstruktivister. Kunstmuseum, Aalborg, Denmark
- 1981 Magyar Művészet 1905-1980, Liljevalchs Konsthall, Stockholm; Nemzetközi Grafikai Biennálé, Moderna G., Ljubljana
- 1982 Artisti Ungheresi. Galleria d’arte San Carlo, Napoli, Olaszország; Hungarian Artists: Bak, Csiky, Fajó, Gulyás, Gyarmathy. International Art Expo, Stockholm; Magyar Művészet 1905-1980, Konstmuseum, Göteborg, Konsthall, Malmö; Nemzeti Képzőművészeti Kiállítás, Műcsarnok, Budapest
- 1983 Táj/Landscape, Pécsi Galéria, Pécs; Makói művésztelep 1979-1983, József Attila Művelődési Központ, Makó; Hungarian Graphics ’83. International House, First World Trade Center, New Orleans, USA
- 1984 Frissen festve: A magyar festészet újhulláma, Ernst Múzeum, Budapest; Országos Képzőművészeti Kiállítás ’84, Műcsarnok, Budapest; L’art hongrois contemporain, Espace Pierre Cardin, Párizs; Grenzzeichen 1984. Neue Kunst Aus Österreich und Ungarn, Landesgalerie im Schloss Esterházy, Kismarton, Ausztria
- 1985 40 év alkotása. Műcsarnok, Budapest; Drei Generation ungarische Künstler. Neue Galerie Graz am Landesmuseum Joanneum, Künstlerhaus, Graz, Ausztria; Neuerwerbungen ’75 –’85. Nationalgalerie, Berlin, Németország
- 1986 Eklektika '85, Magyar Nemzeti Galéria, Budapest; Öt kortárs magyar festő, M. de Bellas Artes, Caracas; G. las Malvinas, Buenos Aires; M. Nacional, Bogota
- 1987 Contemporary art from Hungary. Galerie de Künstler, München, Germany; Kunsthalle, Budapest; Modern and Contemporary Art from the Property of Artunion affiliated with the Hungarian National Gallery. Christie’s, Amszterdam, Hollandia; Bachman, Bak, Birkás, Fehér, Kelemen, Kovács, Rajk, Wahorn. Espace Lyonnais d’Art Contemporain. Lyon, Franciaország; mre Bak, Ákos Birkás, István Haraszthy. Galerie Eremitage, Berlin, Németország; Cinco pintores contemporaneos hungaros. Museo Nacional, Bogotá; Museo Carillo Gil, Mexico
- 1988 5. Európai Grafikai Biennálé, Schloss und Alte Universität Heidelberg, Heidelberg; Post-war and Contemporary Art. Blenstock House, London, UK; Új konstruktivizmus Magyarországon, Magyar Kultúra Háza, Berlin (NDK)
- 1989 Szimmetria és aszimmetria, Magyar Nemzeti Galéria, Budapest; Kunst heute in Ungarn. Neue Galerie, Sammlung Ludwig, Aachen, Németország; Bilder für den Himmel: Kunstdrachen. City Art Museum, Himeji, Japan; Hara Museum Arch, Gunma, Japan; Prefectural Museum of Art, Shizouka, Japan; City Art Museum, Nagoya, Japan; Haus der Kunst, München, Németország
- 1990 Bilder für den Himmel: Kunstdrachen. Grande Halle de la Villette, Paris; Kunstsammlung Nordrein Westfalen, Düsseldorf, Németország; Zentrale Kunsthalle, Moscow; Deichtorhalle, Hamburg, Németország; Kunstszene Budapest. Salzburger Künstlerhaus, Salzburg, Ausztria
- 1991 Hatvanas évek, Magyar Nemzeti Galéria, Budapest; Hungarian Modern Art Exhibition. Seoul Arts Center, Szöul, Dél-Korea
- 1992 Bilder für den Himmel: Kunstdrachen. Galleria Nazionale d’Arte Moderna, Roma; Expo, Sevilla, Spanyolország; Kortárs magyar művészet. Sotheby’s, Budapest
- 1993 Hungarica. Museo di Roma, Roma, Italy; Identité d’aujourd’hui. Centre de Conference, Bruxelles, Belgium; Bilder für den Himmel: Kunstdrachen. Documenta Halle, Kassel, Németország; Musée des Beaux Arts, Montreal, Canada; Hungary before and after. IMF Visitor Center, Washington; Consulat of Hungary, New York, United States
- 1994 80-as évek – Képzőművészet, Ernst Múzeum, Budapest; Bildauflösung. Medien Zentrum, Salzburg, Ausztria
- 1995 Keleti inspirációk, Sándor Palota, Budapest; Moholy-Nagy László tiszteletére, Galéria 56, Budapest; Pictures for Sky, Sydney, Ausztrália
- 1996 An overview of the recent decades of the Hungarian art. The Contemporary Art Center, Vilnius, Lithuania; 3x3 from Hungary. Annendale-on-Hudson, Centor for Curatorial Studies Bard College, New York, USA Beyond art. Ludwig Museum – Kortárs Művészeti Múzeum, Budapest; Hommage à Kassák. Kassák Múzeum, Budapest; A Legacy Envisioned: A Century of Modern Art to Celebrate Hungary’s 1100 Years. The World Bank, Washington D.C., USA
- 1997 Jenseits von Kunst, Neue Galerie Graz am Landesmuseum am Joanneum, Graz, Ausztria; Olaj-vászon, Műcsarnok, Budapest
- 1998 Art International New York. Jacob K. Javits Convention Center, New York, USA; Ungarn Avantgarde im 20. Jahrhundert. Neue Galerie der Stadt Linz, Linz, Ausztria; Humanity and Values (Körmendi-Csák Collection.) Bécs, Ausztria; Voorbij de Kunst. Museum van Hedendaagse Kunst, Antwerpen, Hollandia
- 1999 Aspekte/Positionen. Palais Lichtenstein und 20er Haus, Vienna, Ausztria; Zeitgenössische Kunst aus Ungarn. Museum Bochum, Bochum, Németország; Kortárs művészet Magyarországról, Museum, Bochum; Budapest – Berlin '99, Akademie der Kunste, Berlin; Flexibel, Kassák Múzeum, Budapest; Ungarn 2000, Galerie der Künstler, München, Németország
- 2000 Nézőpontok-pozíciók, Ludwig Múzeum – Kortárs Művészeti Múzeum, Budapest; Dialógus.Festészet az ezredfordulón, Műcsarnok, Budapest; Konkret, Rezidensschloss, Drezda, Németország; Bilder für den Himmel, Art Kite Museum, Detmold, Németország; "Artistes Hongrois en France 1920/2000", Salle Bessenneau, Angers, Franciaország; Art in Central Europe 1949-1999, Museum moderner Kunst Stiftung Ludwig, Bécs – Fundació Miró, Barcelona – Hansard Gallery /City Gallery, Southampton, Anglia
- 2001 Konstruktive Malerei und Skulptur, ACP Galerie, Zürich, Svájc; Die Brücke über die Zeit, Stadtmusem, Oldenburg, Németország
- 2002 Situation Ungarn, Max Libermann Haus, Berlin
- 2003 Preview, Lentos Kunstmuzeum, Linz
- 2004 Geometria Magyar. Plzné, Galerii mesta Plzné
- 2005 Feszített művek. Válogatás a Ludwig Múzeum gyűjteményéből I. Ludwig Múzeum – Kortárs Művészeti Múzeum, Budapest
- 2006 Arena der Abstraktion, Museum Morsbroich, Leverkusen; Re:mbrandt – Kortárs magyar művészek válaszolnak. Szépművészeti Múzeum, Budapest
- 2007 Prague Biennale 3. Karlin Hall, Prague; Geometrische – konstruktive Kunst aus Ungarn. Reale und virtuelle Räume im ARITHMEUM, Bonn; Fekete & Fehér / White & Black. Vasarely Múzeum, Budapest
- 2008 MAXImin. Fundación Juan March, Madrid.
- 2009 AKZENT UNGARN, Ungarische Kunst der 1960 bis 1990-er Jahre aus der Sammlung der Neuen Galerie Graz.,Neue Galerie Graz am Landesmuseum Joanneum, Graz, Ausztria; Tolerance in Art. Joint exhibition of Slovak and Hungarian Art. Danibiana – Meulensteen Art Museum, Bratislava – Cunovo
- 2010 Symmetrische Kunst aus Ungarn, Karlsruhe, Németország
- 2011 Meditációs tárgyak, Válogatás a Bodnár-gyűjteményból, REÖK-Palota, Szeged
- 2012 Beyond Corrupted Eye, Galeria Akkumulatory 2, Poznan, Lengyelország
- 2013 Konceptualizmus ma, Paksi képtár, Paks; Grauwinkel Gyűjtemény, Vasarely Múzeum, Budapest
- 2014 Ludwig 25, Ludwig Múzeum – Kortárs Művészeti Múzeum, Budapest
- 2015 A Second Autumn, Art Stations Gallery, Poznań, Lengyelország; Bookmarks – Hungarian Neo-Avant.garde and Post-Conceptual Art from the late 1960”s to the Present, special exhibition at the Art Cologne, Cologne, Germany; OFF Biennale, Budapest; Ludwig Goes Pop + The East Side Story, Ludwig Múzeum – Kortárs Művészeti Múzeum, Budapest; Kunst von 1800 bis heute aus der Sammlung der Neuen Galerie Graz, Graz, Ausztria
- 2016 Elvesztegetett idő – Az Art Capital 2016 központi kiállítása, Ferenczy Múzeum Center, Budapest; Képtaktikák– Makói grafikai művésztelep, Ludwig Múzeum – Kortárs Művészeti Múzeum, Budapest,
- 2017 Látkép – Az elmúlt félévszázad magyar fotográfiája 1967-2017, Robert Capa Kortárs Fotográfiai Központ, Budapest; Summer Show, acb Galéria, Budapest; Magyar tekintet: áttekintő tárlat a magyar fotográfiáról, Nemzeti Múzeum, Varsó, Lengyelország; Kétirányú mozgás Focus: Hungary, viennacontemporary, Bécs; With the Eyes of Others, Elizabeth Dee Gallery, New York; Abstract Hungary, Künstlerhaus, Graz; Westkunst – Ostkunst. Válogatás a gyűjteményből, Ludwig Múzeum – Kortárs Művészeti Múzeum, Budapest; Separate Ways. Karl-Heinz Adler and Hungarian Abstract Art, Petőfi Literary Museum – Kassák Museum – Kiscelli Museum – Municipal Picture Gallery, Budapest
- 2018 Csak Tiszta forrásból. Hagyomány és absztrakció Korniss Dezső művészetében (1908 – 1984), Magyar Nemzeti Galéria, Budapest; Lépték Új Galéria Budapest, Budapest; 1971 – Parallel Nonsynchronism, Budapesti Történeti Múzeum, Kiscell Múzeum – Municipal Gallery, Budapest; Bookmarks – Revisiting Hungarian Art of the 1960s and 1970s, The Vinyl Factory Soho (presented by acb, Kisterem and Vintage galleries), London, Egyesült Királyság; The Hungarian Avant-garde – Third Generation, Tajan Artstudio, Párizs, Franciaország; Media Networks, Tate Modern, London, Egyesült Királyság; Within Frames – The Art of the Sixties in Hungary (1958-1968), Magyar Nemzeti Galéria, Budapest; “We believe in life before death” – Selection from the contemporary and neo-avant-garde works of the IROKÉZ collection, House of Arts – Dubniczay Palota, Veszprém
- 2019 Iparterv 50+, Ludwig Múzeum – Kortárs Művészeti Múzeum, Budapest

## Művei közgyűjteményekben (válogatás)
- Albertina, Bécs
- ARITHMEUM, Bonn
- Déri Múzeum, Debrecen
- Fővárosi Képtár, Budapest
- Fonds National d'Art Contemporaine, Párizs
- Folkwang Museum, Essen
- Szent István Király Múzeum, Székesfehérvár
- József Attila Múzeum, Makó
- Janus Pannonius Múzeum, Pécs
- Haus Konstruktiv, Zurich
- Herman Ottó Múzeum, Miskolc
- Landesmuseum, Oldenburg
- Ludwig Múzeum – Kortárs Művészeti Múzeum, Budapest
- Ludwig Múzeum, Aachen
- Móra Ferenc Múzeum, Szeged
- Museum Morsbroich, Leverkusen, Németország
- M. Narodowe, Szczecin, Lengyelország
- M. Okregowe, Chełm, Lengyelország
- Museum St. Pierre Art Contemporain, Lyon
- Magyar Nemzeti Galéria, Budapest
- Muzeum Umeni, Olomouc, Csehország
- MUMOK, Bécs
- Národní G., Pozsony
- Neue Nationalgalerie, Berlin
- Neue Galerie am Landesmuseum Joanneum, Graz
- Lentos Kunstmuseum, Linz
- Sárospataki Képtár, Sárospatak
- Szent István Király Múzeum, Székesfehérvár
- Szombathelyi Képtár, Szombathely
- Paksi Képtár, Paks
- Tate, London, UK
- The Metropolitan Museum of Art, New York, USA
- Zmeták Ernő Galéria, Érsekújvár

## Kötetei
- Vizuális alkotás és alakítás; NPI, Budapest, 1977
- A nappal és éj között; Pauker Holding Kft., Budapest, 2013 (Pauker collection)

## Társasági tagság
- Magyar Művészeti Akadémia
- Széchenyi Művészeti Akadémia (Akadémiai székfoglaló: https://mta.hu/data/dokumentumok/szima/szekfoglalok/szekfoglalo_Bak_Imre-2.pdf)

## Díjai, elismerései (válogatás)
- Munkácsy-díj (1988)
- Herder-díj (1998)
- Kossuth-díj (2002)
- A Nemzet Művésze (2014)
- Prima Primissima díj (2019)[7]

## Szakirodalom (válogatás)
- “I’ve always tried to think in terms of community, in terms of the whole of my profession” – interview by Nóra Winkler, Artmagazin Online, 2016, http://artmagazin.hu/artmagazin_hirek/ive_always_tried_to_think_in_terms_of_community_in_terms_of_the_whole_of_my_profession.3474.html?pageid=119
- A történet folytatódik : 2004-2007 : Budapest Kiállítóterem, 2007. szeptember 13 – október 21. / Bak Imre ; [szerk. Albert Zsuzsanna, szöveg Fehér Dávid, ford. Adele Eisenstein]. [Budapest] : [Budapest Kiállítóterem], 2007. 69 p. : ill., színes. [Borító- és gerinccím angol nyelven is]. 8. füzet. ISBN 9789638763006
- Hajdú István: Bak Imre; Budapest : Gondolat Könyvkiadó, 2003. Bibliogr. 244-247. o. ill. [képzőművészeti album] ISBN 963-9500-92-5
- Bak Imre fotókonceptek, 1971-1979 / [szöveg Földényi F. László] ; [ford. Jerzy Celichowski]. Budapest : Vintage Galéria, [2007]. [64] p. : ill., részben színes ; [Eredeti mű: Bak Imre photoconcepts, 1971-1979] ISBN 9638688920
- Bak Imre : 1965 – 1999 : Kétszer tizenöt = Twice fifteen, Szent István Király Múzeum, Székesfehérvár, június 16 – augusztus 22., Csók István Képtár, Székesfehérvár, június 26 – augusztus 22. / [tanulm. Kovalovszky Márta ; ford. Rozsnyai Krisztina ; fotók Darabos György et al.] Kiad. a Szent István Király Múzeum, Székesfehérvár. 1999. [Életmű-kiállítási katalógus] ISBN 9637390952
- Bak Imre, Thomas Lenk : 2000. május 3 – május 28. Goethe-Institut, Budapest : 18. September – 23. Oktober 2000, Ungarische Kulturinstitut, Stuttgart. [Budapest] : Bak I. : Lenk, T., [2000] 46 o. [Kiállítási katalógus]. ISBN 963640559X
- Bak Imre: Vizuális alkotás és alakítás. [Budapest] : NPI, [1977]. 99 o. ill. ISBN 9635621086; ISBN 9635621086
- Bánszky Pál írása Bak Imréről. Budapest : Képzőművészeti Alap Kiadó, 1982. 29 o. 8 t. (Német nyelvű összefoglalóval). ISBN 9633361656
- Bánszky, Pál: Bak Imre. Képzőművészeti Alap Kiadóvállalata, Budapest, 1982
- Baum, Peter: Imre Bak, In Gemälde die Sammlung. Lentos Kunstmuseum, Linz, 2003, 40-43
- Beke, László: Informationen zur Ausstellung aus ungarischer Sicht. In Cat. Aspekte ungarischer Malerei der Gegenwart. Erholungshaus der Bayer AG, Leverkusen, 1986
- Beke, László: Post-Traditionelle Kunst: Vier Maler aus Budapest. In Cat. Post-Traditionelle Kunst: Vier Maler aus Budapest. Gelreie Mana, Vienna, 1985
- Fábián, László: Értelem és mítosz. Gondolatok Bak Imre festészetéről. In Cat. Bak Imre. Ifjúsági Ház, Székesfehérvár, 1979
- Fehér, Dávid: A látható láthatatlana. A mintha-élmény Bak Imre legújabb képein. In Cat. Bak Imre 2004-2007. Budapest Galéria, Budapest, 2007
- Fehér, Dávid: Analogies… – Layers (of Meaning) in Imre Bak’s Art, In Cat. Imre Bak: Timely Timelessness – Layers of an Œuvre, 1967-2015, Paks Picture Gallery, 2016, 7-93
- Földényi F. László: Sík, tér, semmi, valami, templom, koporsó (kat. Új képek 1993-1994, Fővárosi Képtár, Műcsarnok, Budapest, 1994)
- Földényi, F. László: A képtilalom mint az ábrázolás előfeltétele. Bak Imre koncept-műveiről. In Cat. Bak Imre 1971-1979. Vintage Galéria, Budapest, 2005
- Groh, Klaus: Aktuelle Kunst in Osteuropa. DuMont, Cologne, 1972
- Hajdu István: Érték és érvény. Bak Imrével beszélget Hajdu István, Balkon, 1994/6.
- Hajdu, István: Imago Relationes – Meandering Thoughts to Imre Bak. In Cat. Imre Bak: Timely Timelessness – Layers of an Œuvre, 1967-2015, Paks Picture Gallery, 2016, 115-137
- Hajdu, István: Imre Bak. Gondolat, Budapest, 2004
- Hegyi, Lóránd: From Structuralism to New Eclecticism. In Cat. Bak Imre, Műcsarnok, Budapest, 1987
- Honisch, Dieter: Auf der Suche nach dem aktuellen Bild (über Imre Bak). Künstler, Krirtsches Lexikon der Gegenwartskunst. Ausgabe 49, Heft 2. WB Verlag, Munich, 2000
- Honisch, Dieter: Einführung. In Cat. Bak – Jovánovics. Museum Folkwang, Essen, 1971
- Imre Bak in conversation with Hans Ulrich Obrist in Bookmarks – Revisiting Hungarian Art of the 1960s and 1970s, Katalin Székely (ed.) Koenig Books, London, 2018
- Imre Bak in conversation with Nóra Winkler in With the Eyes of Others – Hungarian Artists of the Sixties and Seventies, András Szántó (ed.) Elizabeth Dee, New York, 2017
- Kovalovszky, Márta: Twice fifteen. In Cat. Szent István Király Múzeum és Csók István Képtár, Székesfehérvár, 1999, 7-17
- Morschel, Jürgen: Hard edge mit Paprika. Zwei Ungarn in der Stuttgarter Galerie Müller. Frankfurter Rundschau, 16/10. 1968
- Salzmann, Siegfried: König-Brauerei Sammlung „Junge Kunst”. 1971. König-Brauerei KG, Duisburg, 22-23
- Schwarz, Arturo: Imre Bak: Beyond Abstraction, Towards Transcendence. In Cat. Imre Bak: Timely Timelessness – Layers of an Œuvre, 1967-2015, Paks Picture Gallery, 2016, 95-113
- Seidel, Claudia: Minimalism and After. Hatje Kantz Verlag, Ostfildern, 2007, 170-171
- Sík Cs.: Változatok az azonosra (kat. 1994-1996, Goethe Intézet, Ludwig Múzeum, 1996)
- Skreiner, Wilfried: Drei Generationen ungarischer Maler. In Cat. Drei Generationen ungarischer Künstler. Neue Galerie am Landesmuseum Joanneum, Graz, 1985
- Stachelhaus, Heiner: Fachwerk im „Folkwang”. Zwei Ungarn gelang Ausstellungexperiment in Essen. Neue Ruhr-Zeitung, 3.9.1971
- Weichardt, Jürgen: Imre Bak. In Cat. Kunst in sozialistischen Staaten. Verlag Isensee, 1980, 142-143.